# Parameioneta
Genre
Parameioneta est un genre d'araignées aranéomorphes de la famille des Linyphiidae.

## Distribution
Les espèces de ce genre se rencontrent en Asie de l'Est et en Asie du Sud-Est.

## Liste des espèces
Selon World Spider Catalog (version 21.0, 15/06/2020) :
- Parameioneta bilobata Li & Zhu, 1993
- Parameioneta bishou Zhao & Li, 2014
- Parameioneta javaensis Tanasevitch, 2020
- Parameioneta multifida Zhao & Li, 2014
- Parameioneta spicata Locket, 1982
- Parameioneta sulawesi (Tanasevitch, 2012)
- Parameioneta tricolorata Zhao & Li, 2014
- Parameioneta yongjing Yin, 2012

## Publication originale
- Locket, 1982 : Some linyphiid spiders from western Malaysia. Bulletin British Arachnological Society, vol. 5, no 8, p. 361-384.